# Anton Pichler (Gemmenschneider)
Anton Pichler (* 12. April 1697 in Brixen; † 14. September 1779 in Rom) war ein 
deutsch-italienischer Gemmenschneider.
Pichler bildete sich in Neapel und lebte seit 1743 zu Rom, wo er auch starb. Von seinen Gemmen sind die hervorragendsten: Antigone und Ismene vor dem Tempel der Furien, dem Vater die Rückkehr nach Theben ratend (ein großer Onyx), und Priamos zu den Füßen des Achilleus (nach eigner Erfindung); eine große Büste von Homer; der Kopf des Julius Cäsar; Meleager, nach der Statue im Vatikan; das Bacchanal des Michelangelo, dessen Siegelring genannt.
Seine Söhne Giovanni und Luigi waren ebenfalls bedeutende Gemmenschneider.